# Kolumbie na Letních olympijských hrách 2000
Kolumbie se účastnila Letní olympiády 2000. Zastupovalo ji 44 sportovců (25 mužů a 19 žen).

## Medailisté
| Medaile | Jméno                   | Sport    | Soutěž                   |
| ------- | ----------------------- | -------- | ------------------------ |
| Zlato   | María Isabel Urrutiaová | Vzpírání | ženy těžká váha do 75 kg |